# おべんとうばこのうた
「おべんとうばこのうた」は、作詞：香山美子、作曲：小森昭宏の日本の童謡。あるいはその原曲とされる作詞・作曲者不詳のわらべうたである。
「これくらいのおべんとばこに」「おべんとばこのうた」とも表記される。

## 概要
テレビ番組で歌われたものとしては、1974年、朝日放送「プロポーズ大作戦」内の一般女性出演者が歌ったのが最初という説、1978年、日本テレビ系列「おはよう!こどもショー」にあった、大場久美子主演の「けでんと17号」のコーナーにおいて、こおろぎ'73と大場がジェスチャー付きで歌ったものが初めてであるという説と、TBS系列「8時の空」で、田中星児が歌ったものが初めてであるという説がある。
1978年8月25日に、シングルレコード（日本コロムビア SCS-432）として発売（曲名は「こおろぎ'73のおべんとうばこのうた」、または単に「おべんとうばこのうた」とも）。B面曲は同じく作詞：香山美子、作曲：小森昭宏の「お月さまが丸くって」。
その後、おかあさんといっしょなどの子供向け番組で歌われたり、また、幼稚園や保育所などで振り付きで歌われたりして、広く知られるようになった。しかし「数え唄」の要領で選ばれた食材が時代にそぐわないものになってきているため、お弁当の具が現代風にアレンジされていたり、歌詞をサンドイッチにしたものも存在する。

## 歌詞
歌詞には、おにぎりの他に以下の具材も登場する。
- ショウガ
- ゴマ
- ニンジン
- サンショウ（別バージョンではさくらんぼ）
- シイタケ
- ゴボウ
- レンコン
- フキ

歌詞通りに弁当を再現した場合、この歌を歌うメインターゲット層である現代の子供たちには少々渋い弁当の中身になるのではないか？とインターネットを中心にしばしば議題に上がる事もある。また現代の子供たちの嗜好に合わせてサンドイッチを歌詞のテーマにした替え歌も存在する。
歌詞の「おにぎりおにぎり」が「おにぎりを握り」ではないかという疑問がSNSを中心に広まった際に、シングルレコード版作詞者の香山が自らのホームページで歌詞を提示して前者が正しいことを説明した。また、同時に、「ごま塩かけて」ではなく「ごまふりかけて」が正しいとも述べている。
また、「作詞：香山美子、作曲：小森昭宏」版（こおろぎ'73のシングルレコード版）の歌詞には、お弁当とは直接関係のない、ゾウやアリ、ワニやサルといった動物が登場する。しかし、わらべうた版では、動物は登場しない。

## この曲を録音した歌手
- こおろぎ'73
- マイク・まき & おのゆみこ、大和田りつこ - 『ワンツージャンプ!』。曲名は「おべんとうばこのうた（おともだちになっちゃった）」。マイク・まきのシングル『飛行船がやってきた』のB面曲。
- 田中星児、ビクター・チビッコ・コーラス - 1978年のシングル（ビクター KV-2005）に「おべんとうばこ」の曲名で収録された。B面曲は田中星児、スクール・メイツ・ブラザーズの「おもいでのアルバム」。
- 森みゆき & 坂田おさむ
- 神崎ゆう子 & 坂田おさむ
- 速水けんたろう & 茂森あゆみ
- スナッフ
- 田中真弓（コーラス：ミッキーマウス、ミニーマウス、ドナルドダック） - 『ディズニー よいこのてあそび・ゆびあそび』収録。
- 水森亜土 - 『すきすきソングス』収録。
- 林原めぐみ - 『林原めぐみ たのしいどうよう』収録。
- PEGMO（ペグモ）
- ひばり児童合唱団
- しまじろう（声優：南央美） - 『しまじろうとしましまタウンであそぼう!』収録。
- しまじろう（声優：南央美） & とりっぴい（声優：山崎たくみ） - 『しまじろうとうたってあそぼう!』収録。
- 松山ジョージ - 日本クラウン版音源。
- 少年隊 - 『Magical 童謡 Tour』収録。「作詞：香山美子、作曲：小森昭宏」版。
- シーナ（声優：久野美咲） - オトッペ『てあそびうた・おべんとうばこのうた』

## 絵本
- 『おべんとうばこのうた』
  - 2013年8月30日発行。さいとうしのぶ（構成・絵）、ひさかたチャイルド／チャイルド本社、ISBN 978-4893259936

## 替え歌
2015年5月、テレビ東京「モヤモヤさまぁ～ず2」で｢郷ひろし&友美｣が歌唱。同年9月23日にフォーライフミュージックから発売。曲は60年代に活躍したグループ・サウンズ「シャープ・ホークス」の歌、「レット・ミー・ゴー」（作曲・野沢祐二）の替え歌で、歌詞はわらべうた版を原典としている。
2022年頃から放映されている、マクドナルドのハッピーセットの、リラックマグッズのcmで、この曲の替え歌が使われている。